# Przejście graniczne Tworków-Hať
Przejście graniczne Tworków-Hať – polsko-czeskie przejście graniczne małego ruchu granicznego położone w województwie śląskim, w powiecie raciborskim, w gminie Krzyżanowice, w miejscowości Tworków, zlikwidowane w 2007.

## Opis
Przejście graniczne Tworków-Hať zostało utworzone 19 lutego 1996. Czynne było codziennie w godz 6.00–22.00. Dopuszczony był ruch pieszych, rowerzystów, motorowerami o pojemności skokowej silnika do 50 cm³ i transportem rolniczym. Odprawę graniczną i celną wykonywały organy Straży Granicznej. Doraźnie kontrolę graniczną i celną osób, towarów oraz środków transportu wykonywała kolejno: Strażnica SG w Krzanowicach, Graniczna Placówka Kontrolna Straży Granicznej w Pietraszynie, Placówka Straży Granicznej w Pietraszynie.
Do przejścia granicznego po polskiej stronie można było dojechać drogą wojewódzką nr 936, następnie na wysokości miejscowości Wydale, kierować się należało do granicy państwowej z Republiką Czeską. Po stronie czeskiej prowadziła droga nr 469.
21 grudnia 2007 na mocy układu z Schengen przejście graniczne zostało zlikwidowane.

### Przejście graniczne z Czechosłowacją
W okresie istnienia Czechosłowackiej Republiki Socjalistycznej funkcjonowało w tym miejscu polsko-czechosłowackie przejście graniczne małego ruch granicznego Tworków-Hať – II kategorii. Zostało utworzone 13 kwietnia 1960. Czynne było w okresie 15 marca–30 listopada w godz. 6.00–19.00. Dopuszczony był ruch osób iśrodków transportu na podstawie przepustek w związku z użytkowaniem gruntów. Odprawę graniczną i celną wykonywały organy Wojsk Ochrony Pogranicza. Kontrolę graniczną i celną osób, towarów oraz środków transportu wykonywała Strażnica WOP Owsiszcze, a następnie Strażnica WOP Chałupki.

## Galeria

Przejście graniczne Tworków-Hať
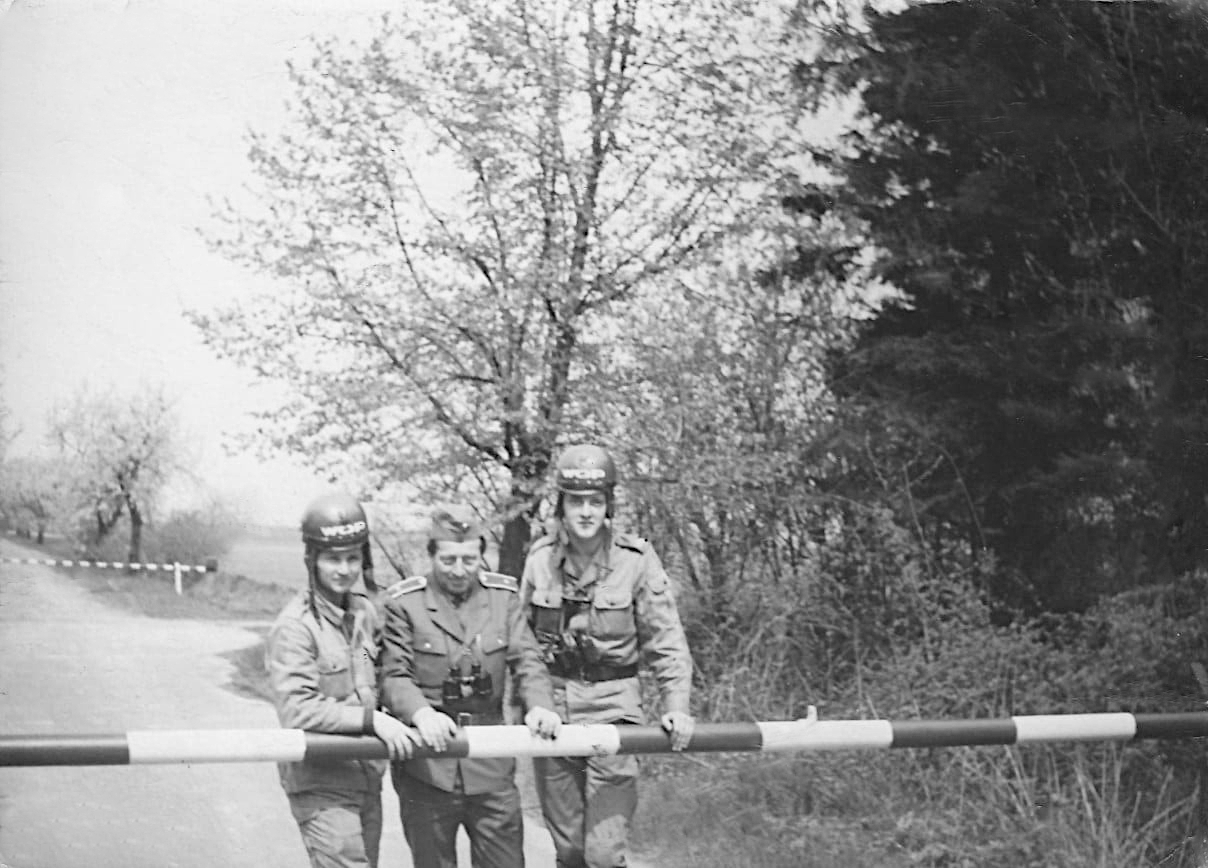
Żołnierze Strażnicy WOP Chałupki z pogranicznikiem czechosłowackim (1977-1979)
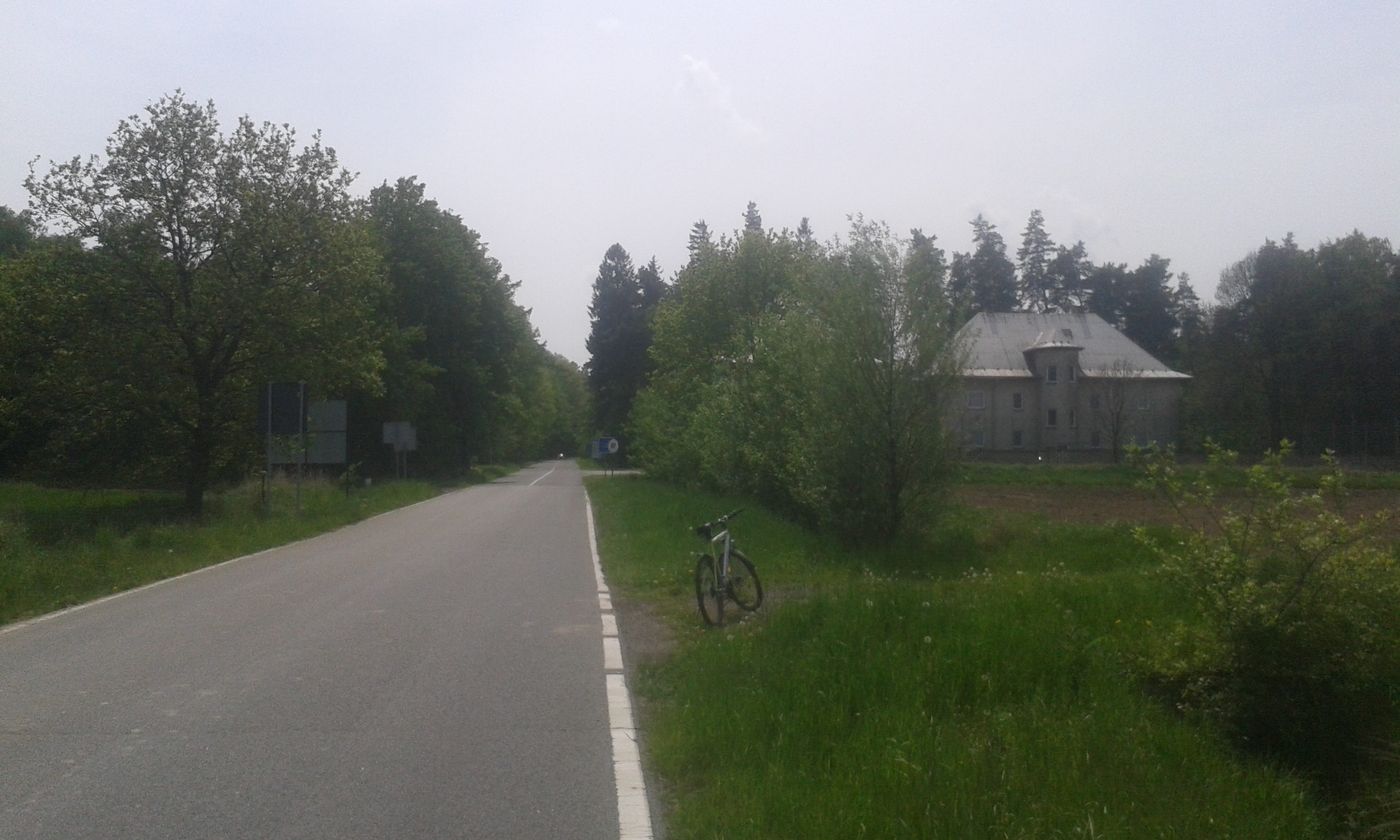
Widok od strony polskiej (maj 2017)